# Austroargiolestes calcaris
Austroargiolestes calcaris là loài chuồn chuồn trong họ Argiolestidae. Loài này được Fraser mô tả khoa học đầu tiên năm 1958.